# Конуэй, Джимми
Джеймс Патрик Конуэй (8 октября 1946, Дублин — 14 февраля 2020, Портленд) — ирландский футболист, профессионально выступал в Ирландии, Англии и США. Он сыграл 20 матчей за сборную Ирландии. В основном выступал на позиции полузащитника. Тренировал профессиональные и университетские команды в Соединённых Штатах.

## Карьера игрока

### Клубная карьера
Конуэй родился в Дублине и начал заниматься футболом в «Стелла Марис». Оттуда он перешёл в «Богемиан», где в 1964 году начал профессиональную карьеру. В 1966 году перешёл в «Фулхэм». В составе «Фулхэма» он дошёл до финала кубка Англии 1975 года, где проиграл «Вест Хэм Юнайтед» 2:0. В «Фулхэме» играл со своим младшим братом Джоном, его брат Том также играл на профессиональном уровне. Он провёл десять лет в составе «дачников», забив 67 голов в 314 играх лиги. В августе 1976 года за 30000 фунтов стерлингов присоединился к «Манчестер Сити». Он отыграв в «Сити» всего 13 матчей и забил один победный гол в 1977 году в последней игре чемпионата против «Ковентри Сити», когда «Манчестер Сити» занял второе место после «Ливерпуля». 17 января 1978 года перешёл в «Портленд Тимберс» из Североамериканской футбольной лиги за 10000 фунтов стерлингов. Он провёл три сезона с «Тимберс», после чего завершил карьеру.

### Карьера в сборной
Он дебютировал в сборной Ирландии 23 октября 1966 года в игре против Испании (0:0). 10 мая 1971 года он забил гол в проигранном матче против Италии (1:2), в рамках квалификации на чемпионат Европы по футболу 1972 года. С 1971 по 1974 год он не вызывался в сборную. Всего провёл за Ирландию 20 матчей и забил три гола.

## Карьера тренера
В 1980 году Конуэй стал играющим ассистентом тренера «Портленд Тимберс». В 1982 году он стал главным тренером мужской команды Тихоокеанского университета. В 1988 году он стал первым главным тренером футбольной команды Университета штата Орегон, «Орегон Стейт Биверс». Он тренировал «бобров» с 1988 по 1996 год и почти достиг отметки в сто побед. В ноябре 2000 года он стал помощником тренера «Портленд Тимберс» Первого дивизиона USL.
Его сын Пол также стал профессиональным футболистом.